# Astronauterna (dokusåpa)
Astronauterna var en dokusåpa som våren 2003 sändes på TV3 med programledare Claes Åkeson. Formatet baserades på den danska föregångaren Den store mission från 2001. Tävlingen gick ut på att 18 personer, 9 män och 9 kvinnor, tävlade om en rymdresa. Programmet var uppdelat i 3 delar: den första delen där de tävlande var vid Amfibieregementet i Sverige, den andra delen som utspelade sig på U.S. Space & Rocket Center i Alabama och Cape Canaveral i Florida och den sista delen som utspelade sig på ett rymdträningscenter utanför Moskva.
Varje vecka utförde deltagarna olika tävlingsmoment och sedan bedömde domarna, attackdykaren Peter Bovét och piloten/psykologen Alf Ingesson-Thoor, vilka av de tävlande som hade blivit godkända respektive underkända. Sedan var det upp till lagledarna som blivit valda av domarna föregående vecka, att välja 2 av deltagarna som skulle mötas i en duell. Förloraren i denna duell fick lämna programmet. Under ett av tävlingsmomenten där deltagarna under orkanlika förhållanden tränades i att överleva i en nödsituation med livvästar och räddningsflotte var deltagaren Stefan Nikander nära att drunkna.
Trots efterföljande klagomål om fusk, blev vinnaren gotlänningen Dag Svensson. Före och under dokusåpans sändning var det oklart huruvida vinnaren skulle få den utlovade 20 minuter långa resan till rymden som planerats till 2005. Dels på grund av att företaget Space Adventures som TV3 anlitat saknade egna rymdfarkoster, men också på grund av att olyckan med rymdfärjan Columbia riskerade att försena alla typer av rymdturism
. I den danska förlagan "Den Store mission" hade vinnaren två år efter tävlingsfinalen ännu inte fått resa till rymden, istället övervägde produktionsbolaget en monetär ersättning om resan fortfarande inte blivit av innan 2005. På samma sätt önskade TV3 köpa ut vinnaren i sin dokusåpa, men Dag Svensson kämpade 2010 fortfarande för att erhålla sin rymdresa.